# Toromoja
Toromoja è un villaggio del Botswana situato nel distretto Centrale, sottodistretto di Boteti. Il villaggio, secondo il censimento del 2011, conta 710 abitanti.

## Località
Nel territorio del villaggio sono presenti le seguenti 25 località:
- Anamokwe di 6 abitanti,
- Botepetepe di 39 abitanti,
- Choichwai di 13 abitanti,
- Dopo di 17 abitanti,
- Dorowa,
- Dwaga di 41 abitanti,
- Ekhudiga di 4 abitanti,
- Golwabone di 16 abitanti,
- Gooi di 59 abitanti,
- Komba,
- Kweche di 18 abitanti,
- Mande di 3 abitanti,
- Matsaudi di 29 abitanti,
- Metsane di 48 abitanti,
- Mmaletswai di 17 abitanti,
- Mmamotsumi di 21 abitanti,
- Monde di 3 abitanti,
- Morakamoxana di 9 abitanti,
- Nyimikwane di 46 abitanti,
- Ombonduvu,
- Phorokwe di 5 abitanti,
- Sebolayaphuti di 9 abitanti,
- Sesunda di 9 abitanti,
- Xaayo di 6 abitanti,
- Xerexwa di 29 abitanti